# Илешево
Илешево — село в Кологривском муниципальном округе Костромской области России.

## География
Село находится в северной части Костромской области, в подзоне южной тайги, на правом берегу реки Унжи, к востоку от автодороги 34К-103, на расстоянии приблизительно 16 километров (по прямой) к северо-западу от города Кологрив, административного центра округа. Абсолютная высота — 124 метра над уровнем моря.

### Геология
В овраге, впадающего в Унжу выше по течению над деревней, присутствуют породы келловейского возраста (юрский период).

### Климат
Климат характеризуется как умеренно континентальный, с продолжительной холодной многоснежной зимой и коротким сравнительно тёплым летом. Среднегодовая температура воздуха — 2,7 °C. Средняя температура воздуха самого холодного месяца (января) — −12,7 °C (абсолютный минимум — −53 °C); самого тёплого месяца (июля) — 17,9 °C (абсолютный максимум — 37 °С). Безморозный период длится около 131 дня. Продолжительность периода активной вегетации растений (выше 10 °C) составляет примерно 127 дней. Годовое количество атмосферных осадков — 593 мм, из которых до 470 мм выпадает в вегетационный период.

### Часовой пояс
Село Илешево, как и вся Костромская область, находится в часовой зоне МСК (московское время). Смещение применяемого времени относительно UTC составляет +3:00.

## Население
| 2008 | 2010 | 2014 |
| ---- | ---- | ---- |
| 31   | ↗35  | ↗37  |

### Национальный состав
Согласно результатам переписи 2002 года, в национальной структуре населения русские составляли 86 % из 58 чел.